# Gestão de resíduos

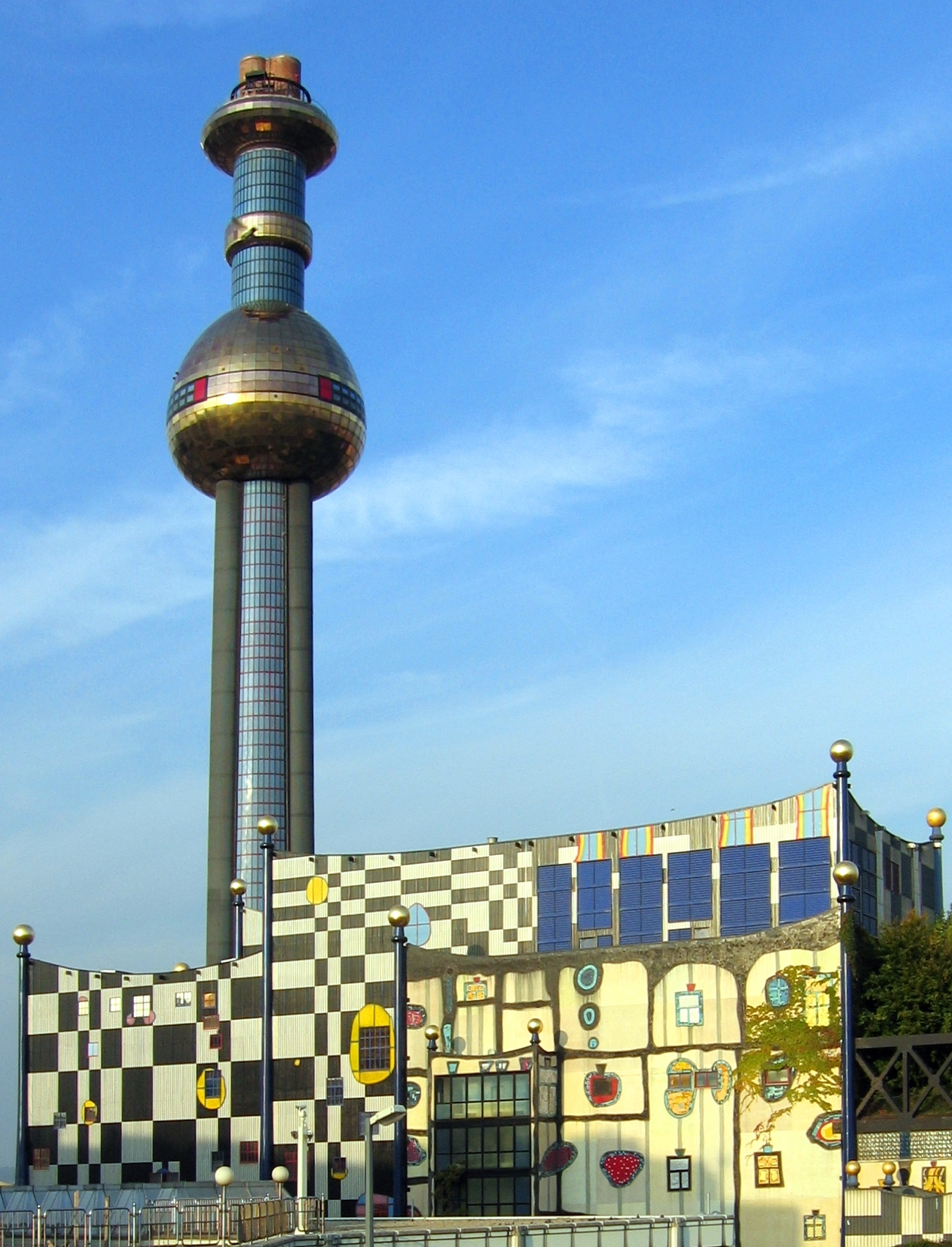
Central de incineração de Viena.

A Gestão Integrada de Resíduos Sólidos (e também líquidos) é um conjunto de metodologias com vista à redução não só da geração e eliminação de resíduos, como do melhor acompanhamento durante todo o seu ciclo produtivo. Tem como finalidade reduzir a geração de resíduos na origem, gerir a produção dos mesmos no sentido de atingir um equilíbrio entre a necessidade de geração de resíduos, e o seu Impacto ambiental, por meio da destinação correta dos resíduos gerados pelo homem. É uma gestão transversal a todo o ciclo, o qual analisa de maneira Holística.

## Redução na Origem
A redução na origem ou redução na fonte é o objetivo de um conjunto de políticas e estratégias que visam a uma mudança na concepção, transformação, movimentação ou utilização de produtos ou substâncias, com o intuito de reduzir a quantidade de matérias primas ou subprodutos, diminuindo assim a necessidade de exploração de recursos naturais.
Devido à geração de resíduos ser muito alta é importante que ações com o objetivo de mudança dos valores da sociedade sejam feitas tanto pelo governo, como pela iniciativa privada. Algumas delas podem ser, uso de logística reversa, conscientização da sociedade por meio do uso de produtos sustentáveis, incentivo a reciclagem, além do descarte final adequado dos resíduos. 

## Reciclagem
A reciclagem é um processo de tratamento de resíduos, que permite a sua reintrodução no ciclo produtivo, reduzindo assim a quantidade de matérias-primas necessárias, tal como o volume de resíduos a serem depositados em aterros sanitários.

## Incineração
A Incineração é um processo de eliminação de resíduos sólidos, que consiste na queima dos mesmos em unidades especiais, permitindo assim a redução do seu volume, com emissões gasosas controladas, possibilitando o aproveitamento de energia, com descarte das cinzas de queima em aterros controlado.

## Aterro Sanitário
Um aterro sanitário é um espaço destinado à deposição final de resíduos sólidos. Os aterros de última geração permitem um confinamento seguro e económico de resíduos que apresentem um grande volume de produção. Leva-se a um aterro sanitário apenas o rejeitoː os resíduos sólidos devem ser levados de preferência a uma cooperativa de recicladores de acordo com a Lei Federal Brasileira nº 12 305/2010 e seu decreto nº 7 404/2010. A expressão "lixo" não deve ser mais utilizada, pois, no lixo, há resíduos que podem ser reutilizados, reciclados, gerando renda a outras pessoas e matéria-prima para as indústrias.